# Héricourt-en-Caux
Héricourt-en-Caux is een gemeente in het Franse departement Seine-Maritime (regio Normandië) en telt 867 inwoners (1999). De plaats maakt deel uit van het arrondissement Le Havre.

## Geografie
De oppervlakte van Héricourt-en-Caux bedraagt 10,7 km², de bevolkingsdichtheid is 81,0 inwoners per km².
De onderstaande kaart toont de ligging van Héricourt-en-Caux met de belangrijkste infrastructuur en aangrenzende gemeenten.

## Demografie
Onderstaande figuur toont het verloop van het inwonertal (bron: INSEE-tellingen).